# David Zippel
David Joel Zippel (Easton, 17 maggio 1954) è un paroliere statunitense.

## Premi e candidature
- 1995 - Candidatura al Golden Globe per la migliore canzone originale per L'incantesimo del lago
- 1997 - Candidatura all'Oscar per la migliore canzone per Hercules
- 1999 - Candidatura all'Oscar alla migliore colonna sonora per Mulan